# Clan MacNeil
Il Clan MacNeil, conosciuto in Scozia anche come Clan Niall, è un clan delle Highlands scozzesi di origine irlandese. Secondo le prime genealogie e alcune fonti, esso discenderebbe da Eógan mac Néill e da Niall dei Nove Ostaggi. Il clan è particolarmente associato all'isola di Barra, situata nelle Ebridi Esterne. La storia antica del Clan MacNeil è oscura; tuttavia, nonostante ciò, il clan rivendica la discendenza dal leggendario re irlandese Niall dei Nove Ostaggi, considerato il primo capo clan, mentre l’attuale capo clan è il 47º. Il nome del clan deriva da un certo Niall vissuto nel XIII o all’inizio del XIV secolo, appartenente alla stessa famiglia dinastica di Cowal e Knapdale da cui discendono anche gli antenati dei Lamont, dei MacEwen di Otter, dei MacLachlan e dei MacSween. Sebbene il clan ha la sua base a Barra, nelle Ebridi Esterne, esiste un ramo del clan ad Argyll (McNeill/MacNeill) che, secondo alcuni storici, potrebbe essere stato più anziano nella linea dinastica, o forse addirittura non imparentato. Tuttavia, secondo la legge scozzese, l'attuale capo del Clan MacNeil è il capo di tutti i MacNeil.